# 臺灣不動產投資信託
臺灣不動產投資信託是指在臺灣證券市場掛牌的不動產投資信託（REIT），臺灣不動產投資信託主要投資標的為已開發完成的商業辦公大樓、百貨公司、商場、旅館及集合住宅大樓。臺灣不動產投資信託因投資門檻低，投資者也不需擔負管理招租重責，加上租金收益全數配息，現金殖利率約2.5至3.5％，比定期存款利息高出一、二倍，並可對抗通貨膨脹，是一般民眾，投資臺灣不動產的捷徑。2018年3月金管會研議修正不動產證券化條例，考慮擴大「不動產」的定義，將公共建設納入不動產證券化基金可投資標的，例如太陽能電廠、離岸風電、高速公路等，希望進一步吸引壽險資金或其他機構法人投資。2018年5月金管會預告修正不動產證券化條例第6條、第8條及第9條之解釋令，為了活絡不動產投資信託，將簡化海外不動產投資程序，以利國內REIT前往海外不動產市場尋找投資報酬率較高的標的。

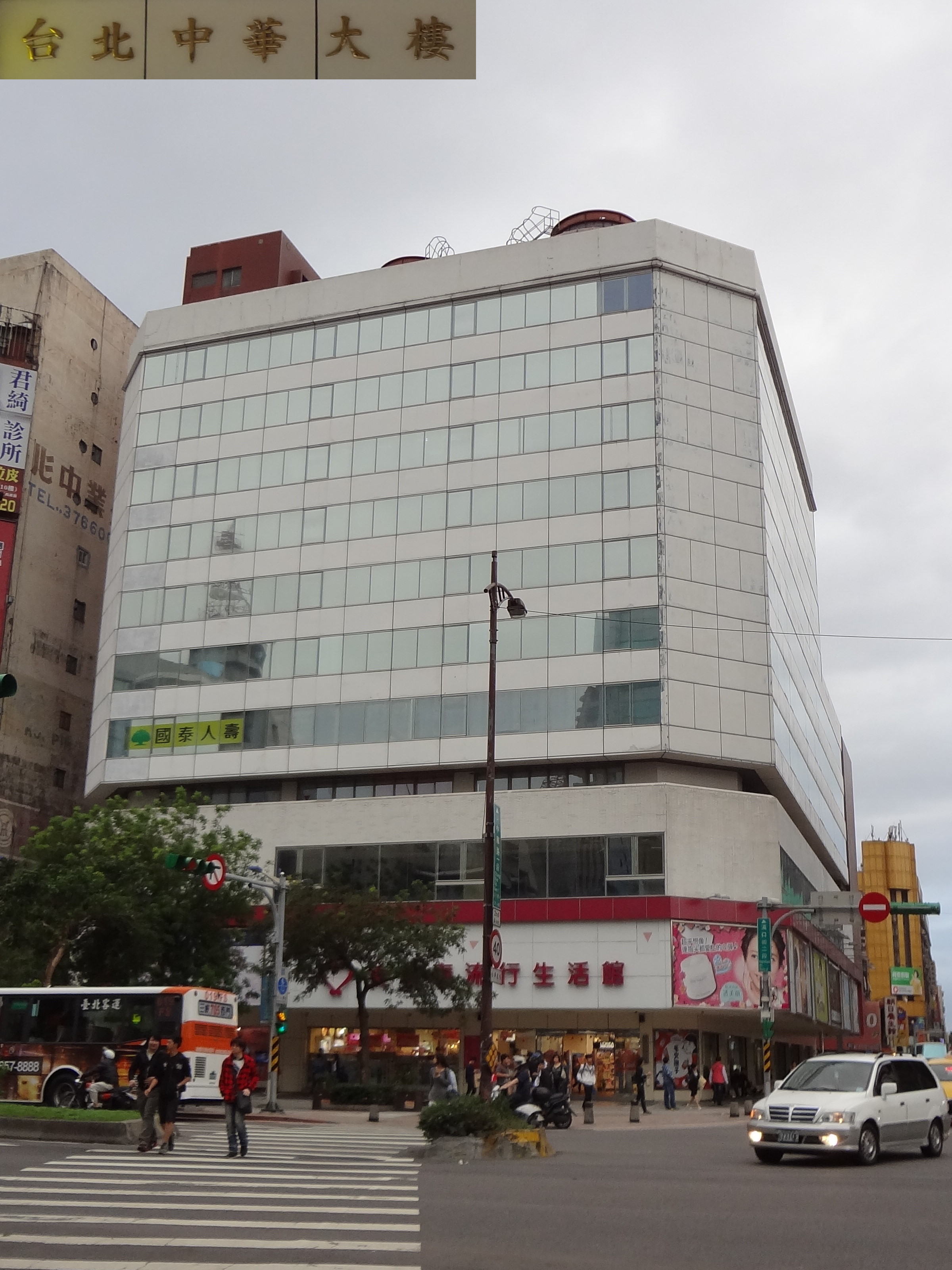
國泰一號臺北中華大樓

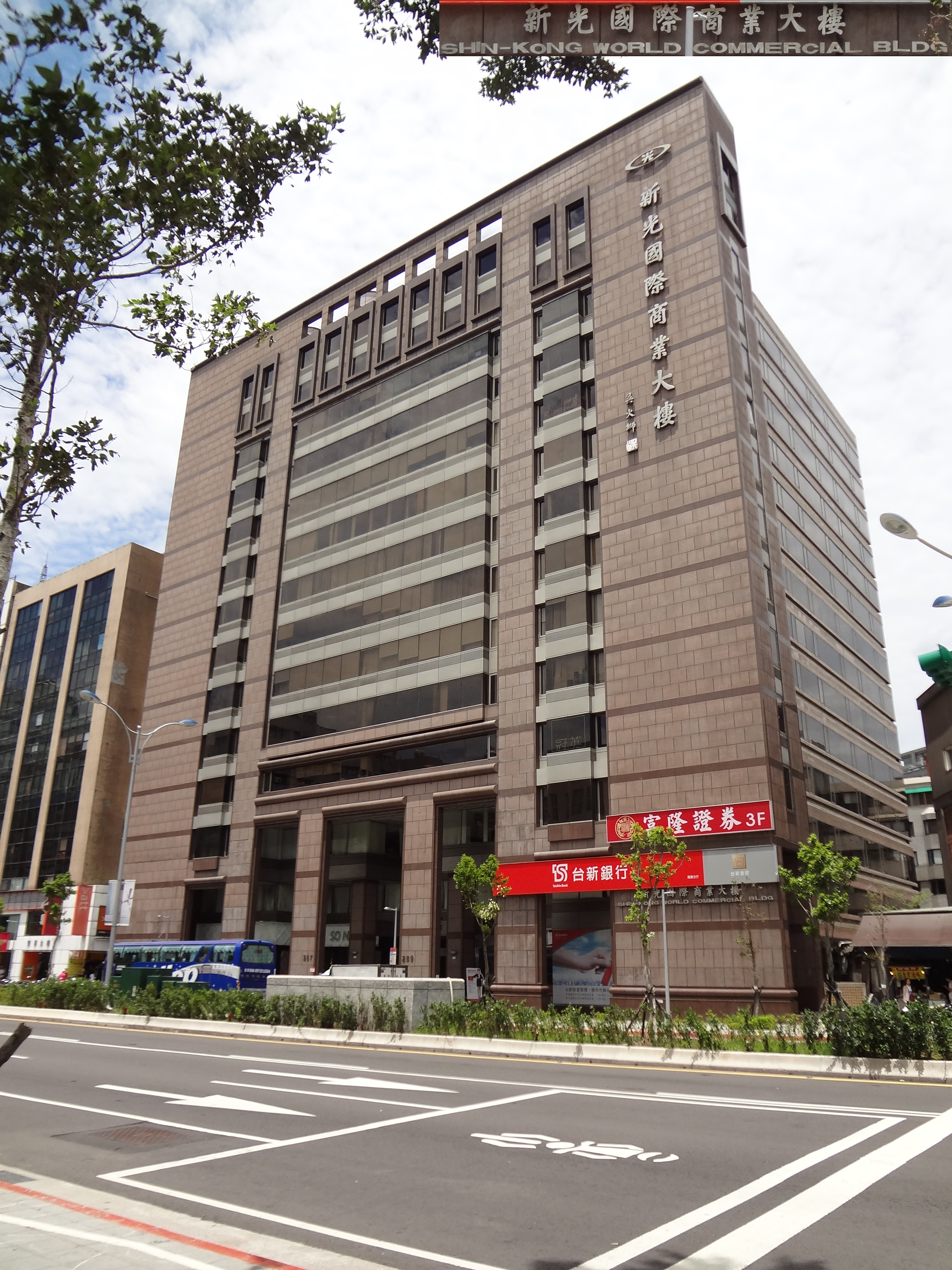
新光一號新光國際商業大樓

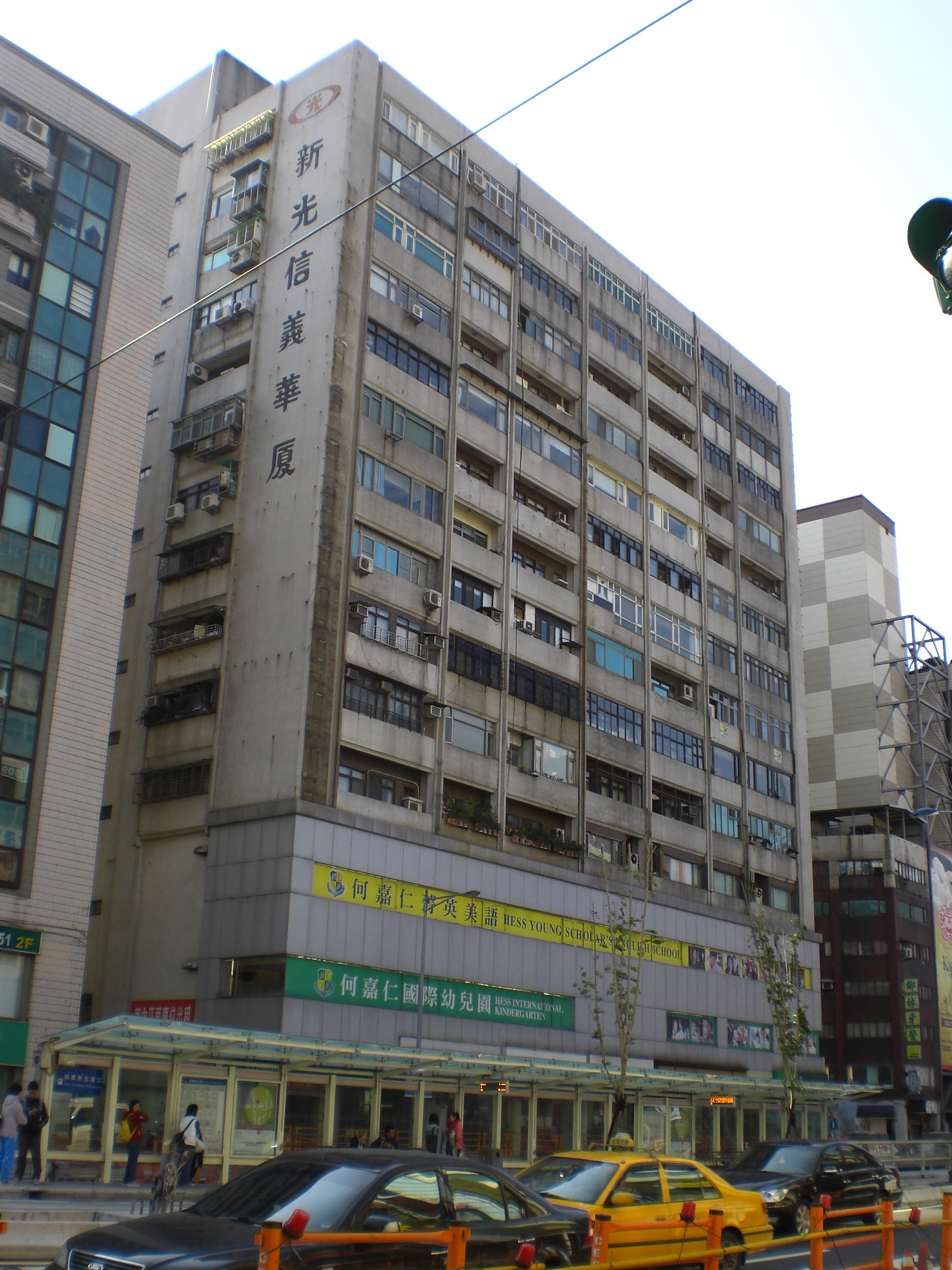
新光一號新光信義華廈

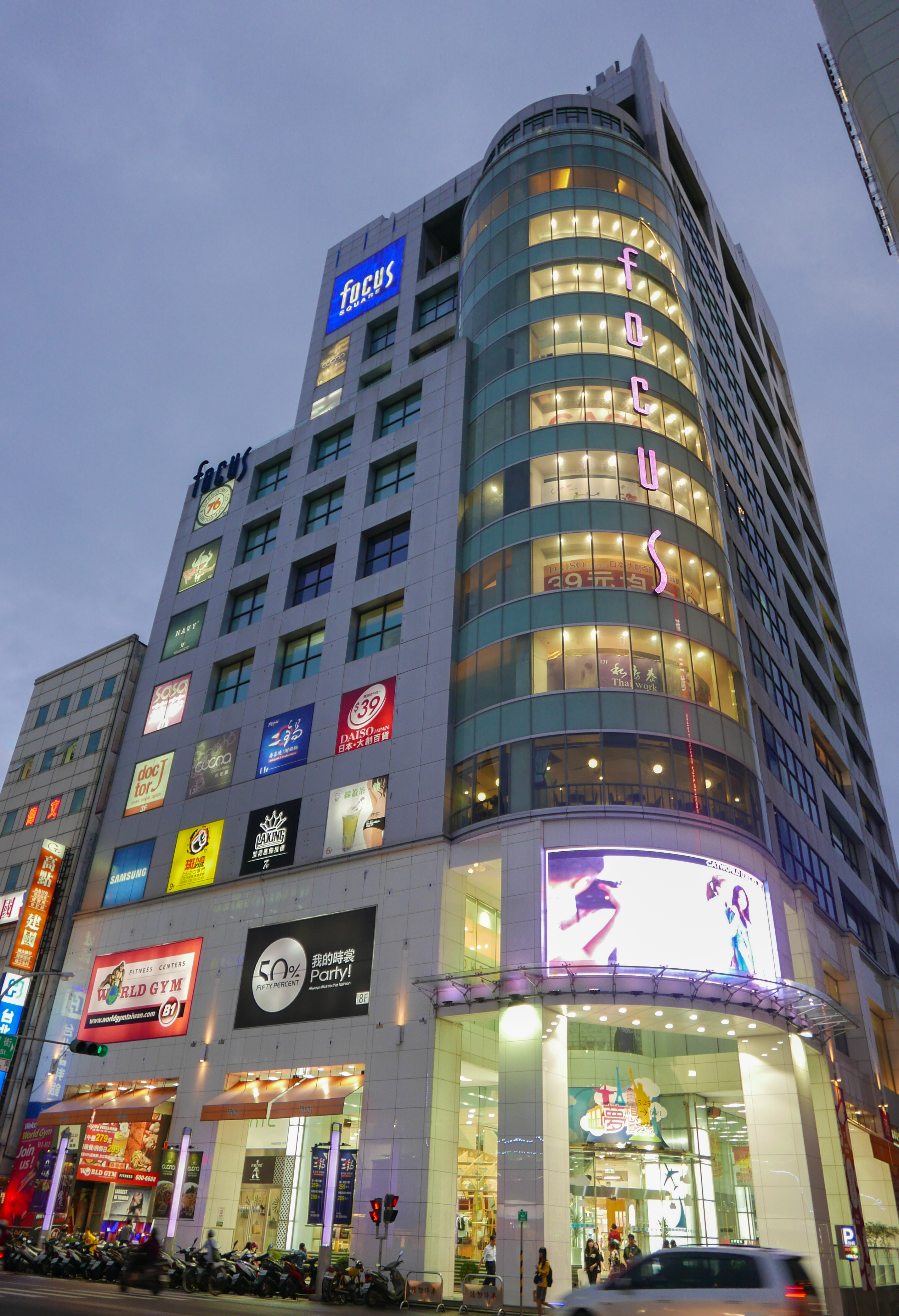
圓滿一號臺南FOCUS時尚流行館

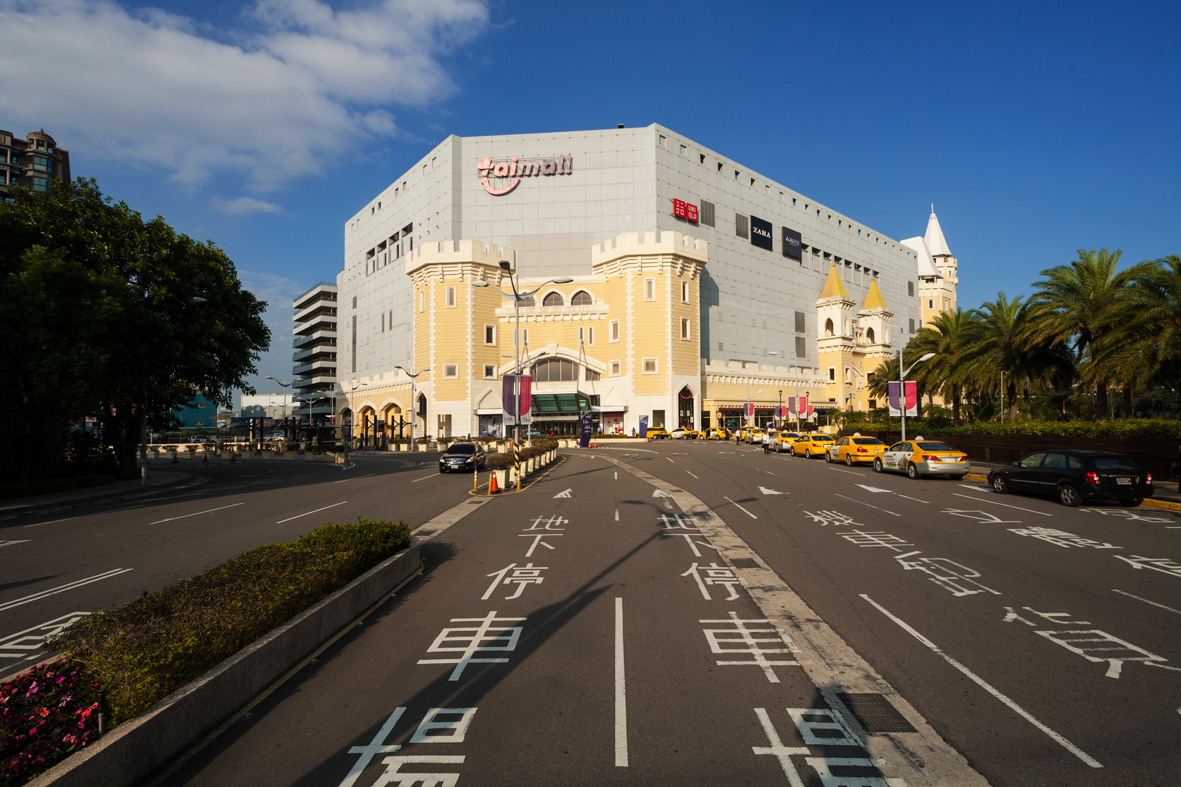
樂富一號台茂購物中心

## 臺灣REIT列表
| 證券代號       | 證券名稱 | 投資標的屬性               | 發起規模 | 成立日         | 淨值（2018年） | 備註 |
| -------------- | -------- | -------------------------- | -------- | -------------- | -------------- | ---- |
| 臺證所：01001T | 富邦一號 | 商辦、商場、住宅           | 58.3億   | 2005年3月1日   | 17.94元        |      |
| 臺證所：01002T | 國泰一號 | 商辦、商場、旅館           | 139.3億  | 2005年9月23日  | 18.27元        |      |
| 臺證所：01003T | 新光一號 | 商辦、百貨公司、商場、住宅 | 113億    | 2005年12月19日 | 17.7元         |      |
| 臺證所：01004T | 富邦二號 | 商辦、廠辦                 | 73.02億  | 2006年4月6日   | 15.24元        |      |
| 臺證所：01007T | 國泰二號 | 商辦                       | 72億     | 2006年10月2日  | 19.31元        |      |
| 臺證所：01009T | 圓滿一號 | 商辦、商場                 | 30億     | 2018年6月15日  | 10元           |      |
| 臺證所：01010T | 樂富一號 | 商辦、購物中心             | 105億    | 2018年11月30日 | 10元           |      |

### 富邦一號
富邦一號不動產投資信託基金（簡稱富邦一號或富邦R1，臺證所：01001T）是富邦建設股份有限公司、明東實業股份有限公司、道盈實業股份有限公司擔任發起人的不動產投資信託，成立於2005年3月1日，基金規模為新台幣58.3億元，掛牌價為新台幣10元，以一千個受益權為交易單位。收益分配日為每年度六月第十個營業日。
富邦一號所擁有的四棟大樓包括富邦人壽大樓（臺北市敦化南路一段108號，商業辦公大樓）、富邦中山大樓（臺北市中山北路二段66、68號，商業辦公大樓）、天母富邦大樓（臺北市天母西路136、136-1號，集合住宅大樓，已售出部分樓層）及潤泰中崙大樓商場部分（臺北市八德路2段306號、308號，市民大道2段209號）。

### 國泰一號
國泰一號不動產投資信託基金（簡稱國泰一號或國泰R1，臺證所：01002T）是國泰人壽保險股份有限公司擔任發起人的不動產投資信託，成立於2005年9月23日，基金規模為新台幣139.3億元，掛牌價為新台幣10元，以一千個受益權為交易單位。收益分配日為每年度六月第十五個營業日。
國泰一號所擁有的三棟大樓，包括：臺北喜來登大飯店（臺北市忠孝東路一段12號）、臺北西門大樓（臺北市武昌街二段77號）、臺北中華大樓（臺北市中華路一段88號）。

### 新光一號
新光一號不動產投資信託基金（簡稱新光一號或新光R1，臺證所：01003T）是新光人壽擔任發起人的不動產投資信託，成立於2005年12月19日，基金規模為新台幣113億元，掛牌價為新台幣10元，以一千個受益權為交易單位。收益分配日為每會計年度結束後六個月內。
新光一號所擁有的六棟大樓包括新光天母傑仕堡大樓（臺北市士林區忠誠路二段180～196號，百貨商場及集合住宅大樓）、新光國際商業大樓（臺北市松山區南京東路三段287、289號，商業辦公大樓）、台証金融大樓（臺北市中山區建國北路一段96號，商業辦公大樓）、臺南新光三越百貨大樓（臺南市中西區中山路162號）、新光信義華廈（臺北市大安區信義路二段230號，商場）及新光人壽中山大樓（臺北市中山區中山北路二段44號，商業辦公大樓）。

### 富邦二號
富邦二號不動產投資信託基金（簡稱富邦二號或富邦R2，臺證所：01004T）是臺灣力勝開發、忠興開發、台北富邦銀行、富邦人壽、富邦產險擔任發起人的不動產投資信託，成立於2006年4月6日，基金規模為新台幣73.02億元，掛牌價為新台幣10元，以一千個受益權為交易單位。收益分配日為每年度五月及十一月第十個營業日。
富邦二號所擁有的三棟大樓包括富邦民生大樓（臺北市民生東路三段138號，商業辦公大樓）、富邦內湖大樓（臺北市內湖區瑞湖街62號，廠辦大樓）及潤泰中崙大樓商用辦公部分（臺北市八德路二段308號、市民大道三段209號）。

### 國泰二號
國泰二號不動產投資信託基金（簡稱國泰二號或國泰R2，臺證所：01007T）是國泰人壽保險股份有限公司擔任發起人的不動產投資信託，成立於2006年10月2日，基金規模為新台幣72億元，掛牌價為新台幣10元，以一千個受益權為交易單位。收益分配日為每年度六月及十二月第十五個營業日。
國泰二號所擁有的三棟大樓包括民生商業大樓（臺北市中山區民生東路3段49號及51號，商業辦公大樓）、世界大樓（臺北市松山區南京東路4段126號及126號之1，商業辦公大樓）及安和商業大樓（臺北市大安區敦化南路2段319號，商業辦公大樓）。

### 圓滿一號
圓滿一號不動產投資信託基金（簡稱圓滿一號或圓滿R1，臺證所：01009T）是高青開發股份有限公司、鼎晟不動產開發股份有限公司及新東北電力高壓設備有限公司擔任發起人的不動產投資信託，成立於2018年6月15日，基金規模為新台幣30億元，掛牌價為新台幣10元，以一千個受益權為交易單位。收益分配日為每半個會計年度結束後四個月內。
圓滿一號所擁有的二棟大樓包括板信銀行家大樓（新北市板橋區中正路330號A棟，商業辦公大樓）、臺南Focus時尚流行館（臺南市中西區中山路166號及臺南市北門路一段123巷32號，商場）。

### 樂富一號
樂富一號不動產投資信託基金（簡稱樂富一號或樂富R1，臺證所：01010T）是新台茂環球公司、林來于、邱泰翰、邱柏翰、邱雅靖、邱雅琦、邱雅玲擔任發起人的不動產投資信託，成立於2018年12月3日，基金規模為新台幣105億元，掛牌價為新台幣10元，以一千個受益權為交易單位。收益分配日為6月30日前及12月31日前。
樂富一號所擁有的投資標的包括台茂購物中心（桃園市蘆竹區南崁路一段112號，購物中心）、大都市國際中心（台北市中正區羅斯福路二段100號，商辦）及國內外不動產投資信託基金；預計投資標的包括NASA科技總署大樓（台北市內湖區內湖路一段246號，商辦）及松麟企業大樓（台北市中正區重慶南路一段15、21號，飯店）。

## 清算案
| 證券代號         | 證券名稱 | 投資標的屬性         | 下市下櫃日期       |
| ---------------- | -------- | -------------------- | ------------------ |
| 臺證所：01005T   | 三鼎     | 商辦、商場、物流大樓 | 2012年3月30日下市  |
| 櫃買中心：01006T | 基泰之星 | 商辦、商場、旅館     | 2012年2月3日下櫃   |
| 臺證所：01008T   | 駿馬一號 | 商辦、廠辦           | 2015年4月8日下市   |
| 臺證所：01003T   | 新光一號 | 商辦、賣場           | 2023年11月29日下市 |

## 交易成本
- 證券交易稅：不課徵。
- 交易手續費：費率為0.1425%。
- 利息所得稅：採分離課稅，免併入所得稅結算申報。扣繳率如下：
  - 中華民國境內居住個人，有固定營業場所之營利事業、法人、團體或機構按分配額扣取10% 。
  - 非中華民國境內居住個人，無固定營業場所之營利事業、法人、團體或機構按分配額扣取15% 。
- 證券所得稅：不課徵。

## 發展困境
臺灣REIT困境如下：
1. 臺灣REIT採信託制，美國REIT採取公司制。
2. 受法規限制，不允許擴大發行，難以找到新投資標的。
3. 商業大樓產權分散，難以即時買進高報酬的建物。
4. 管理機構無法因操作績效良好，而領到分紅或激勵獎金，管理機構容易流於物業管理而非基金操盤。[18]
5. 當不動產市場價值上揚，標的物的價值無法有效反應在股價。
6. 壽險業者目前投資單檔REIT不能超過基金淨值的10%，使壽險公司想增加固定收益部位，卻受限於投資上限[19]。
7. 基金流動性較差，每天價格波動小，投資人較難藉由交易獲取資本利得[20]。

## 股東權益報酬率（ROE）和管理費
股東權益報酬率（ROE）=稅後純益/股東權益，反映公司利用資產淨值產生純利的能力，就是公司拿股東的錢去投資的報酬率。用ROE可以看出一家公司利用股東權益創造獲利的能力好不好。下表顯示臺灣REIT淨資產雖隨著年度價值增加，但其產生純利的能力並未提升，反倒是管理機構及受託機構的費用占比不斷增加，進而侵蝕了REIT股東的報酬率。
| 1999年   | 淨利        | 淨資產         | ROE   | 管理機構管理費 | 受託機構管理費 | 管理費合計 | 管理費/收入 |
| -------- | ----------- | -------------- | ----- | -------------- | -------------- | ---------- | ----------- |
| 富邦一號 | 284,257,957 | 6,045,837,125  | 4.70% | 15,892,490     | 4,722,197      | 20,614,687 | 5.00%       |
| 國泰一號 | 618,141,894 | 14,559,450,662 | 4.25% | 15,918,139     | 5,035,619      | 20,953,758 | 2.80%       |
| 新光一號 | 437,601,523 | 12,676,566,021 | 3.45% | 25,347,541     | 5,914,424      | 31,261,965 | 5.00%       |
| 富邦二號 | 289,049,429 | 7,997,663,831  | 3.61% | 25,856,780     | 4,955,883      | 30,812,663 | 7.08%       |
| 國泰二號 | 284,242,840 | 9,151,923,765  | 3.11% | 13,542,852     | 3,815,999      | 17,358,851 | 4.38%       |

| 2017年   | 淨利        | 淨資產         | ROE   | 管理機構管理費 | 受託機構管理費 | 管理費合計 | 管理費/收入 |
| -------- | ----------- | -------------- | ----- | -------------- | -------------- | ---------- | ----------- |
| 富邦一號 | 265,354,514 | 9,896,229,797  | 2.68% | 23,466,836     | 7,465,294      | 30,932,130 | 8.00%       |
| 國泰一號 | 610,369,065 | 25,075,286,151 | 2.43% | 31,388,378     | 13,078,476     | 44,466,854 | 5.49%       |
| 新光一號 | 418,670,903 | 19,980,731,626 | 2.09% | 37,884,405     | 10,773,914     | 48,658,319 | 6.53%       |
| 富邦二號 | 277,996,080 | 1,074,176,9989 | 2.59% | 34,547,976     | 6,090,591      | 40,638,567 | 9.26%       |
| 國泰二號 | 316,832,614 | 13,729,518,094 | 2.31% | 24,126,994     | 7,450,973      | 31,577,967 | 6.96%       |

| 2018年   | 預估淨利    | 淨資產         | ROE  | 管理機構管理費 | 受託機構管理費 | 管理費合計 | 管理費/收入 |
| -------- | ----------- | -------------- | ---- | -------------- | -------------- | ---------- | ----------- |
| 王道圓滿 | 89,992,500  | 3,000,000,000  | 3%   | 3,000,000      | 1,800,000      | 4,800,000  | 5.33%       |
| 京城樂富 | 349,196,100 | 10,581,700,000 | 3.3% | 1,587,255      | 11,639,870     | 13,227,125 | 3.79%       |

| 證券名稱   | 報酬計算方式 | 受託機構            | 不動產管理機構    |
| ---------- | --- | ------------------- | ----------------- |
| 土銀富邦R1 | 受託機構之報酬，按本基金資產價值之每年萬分之五點七五之比率。管理機構之報酬，依信託契約規定係按本基金資產中不動產與不動產相關權利價值(不計入其上之擔保物權或負債)以每年千分之二之比率。                                                                         | 資產價值*0.000575   | 資產價值*002      |
| 土銀富邦R2 | 受託機構之報酬，按本基金資產價值之每年萬分之五點七五(含稅)之比率。管理機構之報酬係依照本基金資產價值，以每年千分之三(營業稅另計)。 | 資產價值*0.000575   | 資產價值*0.003    |
| 土銀國泰R1 | 受託機構之報酬，按本基金總資產價值0.05%之比率(不含加值型營業稅)。管理機構之報酬係依照本基金總資產價值0.12%之比率(不含營業稅)。 | 總資產價值*0.0005   | 總資產價值*0.0012 |
| 土銀國泰R2 | 受託機構之報酬，按本基金總資產價值年率百分之零點零五二五(0.0525%)之比率(含營業稅)。管理機構之報酬，係依照本基金總資產價值年率百分之零點壹柒之比率(不含營業稅)，逐日累計計算。                                                                                  | 總資產價值*0.000525 | 總資產價值*0.0017 |
| 兆豐新光R1 | 受託機構之報酬，按本基金總資產價值年率百分之零點零四二五(0.0425%)之比率。管理機構報之酬係，按本基金總資產價值年率百分之零點一五(0.15%)之比率(不含加值型營業稅)，逐日累計計算。                                                                                 | 總資產價值*0.000425 | 總資產價值*0.0015 |
| 京城樂富R1 | 受託機構之報酬，按本基金總資產價值年率百分之零點一一(0.11%) (含加值型營業稅)之比率。不動產管理機構之報酬，自本基金成立之日起前三個年度係按本基金總資產價值年率萬分之15之比率（不含稅）、自前述三個年度屆滿後係按本基金總資產價值年率萬分之20之比率（不含稅）。 | 總資產價值*0.0011   | 總資產價值*0.0015 |
| 王道圓滿R1 | 受託機構報酬，按本基金總資產價值每年百分之零點零六(0.06%）之比率。不動產管理機構之報酬，係按本基金總資產價值年率百分之零點壹（0.10%）之 比率（含加值型營業稅）。                                                                                               | 總資產價值*0.0006   | 總資產價值*0.001  |

## 外部連結
- 不動產證券化條例
- 不動產證券化條例施行細則
- 中華民國信託業商業同業公會
- 投資「不動產投資信託」的法律須知 （页面存档备份，存于）
- 公開資訊觀測站－不動產投資信託受益證券 （页面存档备份，存于）
- 公開資訊觀測站－REITs公告彙總查詢（收益分配）
- REITs－穩健投資的另類選擇
- 買REITs 當商辦包租公
- 富邦建經（富邦一號、富邦二號） （页面存档备份，存于）
- 國泰建經（國泰一號、國泰二號） （页面存档备份，存于）
- 新昕國際（新光一號） （页面存档备份，存于）
- 信義全球資產（圓滿一號） （页面存档备份，存于）
- 晶華公寓大廈管理維護股份有限公司（樂富一號）[]